# Novosedly nad Nežárkou
Novosedly nad Nežárkou (deutsch Neusattel an der Naser) ist eine Gemeinde in Tschechien mit ca. 650 Einwohnern. Sie liegt 15 Kilometer südwestlich von Jindřichův Hradec und gehört zum Okres Jindřichův Hradec.

## Geographie

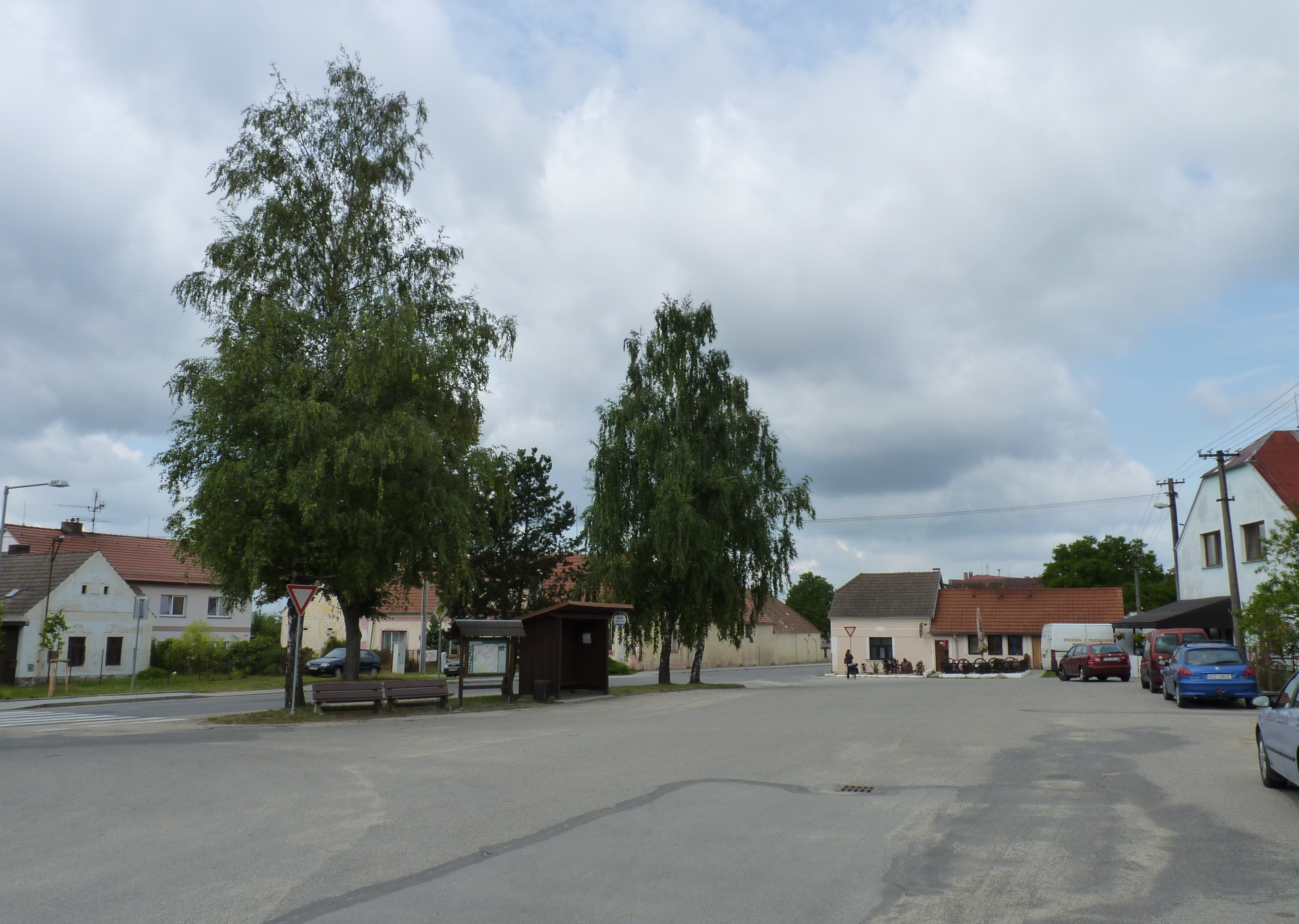
Novosedly nad Nežárkou

Novosedly befindet sich zwei Kilometer westlich der Nežárka auf einer von der Lainsitz, Nežárka und Nová řeka umflossenen Hochfläche in der Kardašořečická pahorkatina im Wittingauer Becken. Im Norden und Westen ist das Dorf von Teichen umgeben. Rechtsseitig der Nežárka liegt das Schloss Jemčina.
Nachbarorte sind Jemčina und Hatín im Nordosten, Šimanov und Plavsko im Osten, Nový Řadov und Stráž nad Nežárkou im Südosten, U Kostela (Malá Mláka) und Mláka im Süden, Lužnice im Südwesten sowie Kolence im Nordwesten.

## Geschichte
Erstmals urkundlich erwähnt wurde das zur Herrschaft Stráž gehörige Dorf im Jahre 1359 in den Büchern des Prager Erzbischofs Ernst von Pardubitz. 1589 gingen die der Feste Flughaus zugeordnet gewesenen Dörfer Novosedly, Mláka und Kolence an die Herrschaft Třeboň über. Während des Dreißigjährigen Krieges wurden 1619 alle drei Orte niedergebrannt. Im Österreichischen Erbfolgekrieg zogen 1744 preußische Truppen durch die Gegend und hinterließen Hunger und Not.
1930 lebten in Novosedly 839 Menschen, und in den damals noch selbständigen Gemeinden Mláka und Kolence waren es 238 bzw. 388. 1960 kamen die Dörfer zum Okres Jindřichův Hradec. 1962 schlossen sich die Gemeinden Mláka und Kolence freiwillig an Novosedly an. Novosedly hatte 1996 552 Einwohner, Kolence 261 und Mláka 143.

## Gemeindegliederung
Die Gemeinde Novosedly nad Nežárkou besteht aus den Ortsteilen Kolence (Kolenetz), Mláka (Mlakow) und Novosedly nad Nežárkou (Neusattel), die zugleich auch Katastralbezirke bilden.  Grundsiedlungseinheiten sind Kolence, Mláka, Novosedly nad Nežárkou, U kostela bzw. Malá Mláka und U Štěpků.

## Partnergemeinde
- Trub, Schweiz, seit 1994

## Sehenswürdigkeiten
- Kapelle des Hl. Johannes von Nepomuk in Novosedly
- Kirche des Hl. Wenzel in Malá Mláka
- Dorfschmiede in Novosedly
- Barockschloss Jemčina in Jemčina